# آسمان (فیلم ۲۰۱۵)
آسمان (به انگلیسی: Sky) فیلم درام انگلیسی‌زبان فرانسوی-آلمانی محصول سال ۲۰۱۵ به نویسندگی و کارگردانی فابین برتو است. دیانه کروگر، نورمن ریدس، ژیل للوش، لینا دانم، کیوریانکا کیلچر و لو دایموند فیلیپس در این فیلم بازی می‌کنند. این فیلم در بخش پلتفرم جشنواره بین‌المللی فیلم تورنتو در سال ۲۰۱۵ به نمایش درآمد. این فیلم در فرانسه در ۶ آوریل ۲۰۱۶ توسط Haut Et Court و در آلمان در ۲ ژوئن ۲۰۱۶ توسط Alamode Films منتشر شد.

## بازیگران
- دیانه کروگر در نقش رومی
- نورمن ریدس در نقش دیه‌گو
- ژیل للوش در نقش ریچارد
- لینا دانم در نقش بیلی
- کیوریانکا کیلچر در نقش میسی
- لو دایموند فیلیپس در نقش دوان
- جاشوا جکسون در نقش کارآگاه روتر
- لورن لاندون در نقش شارلین

## تولید
در اکتبر ۲۰۱۴، اعلام شد که دیانه کروگر برای بازی در این فیلم انتخاب شده‌است و فابین برتو از روی فیلم‌نامه‌ای که نوشته بود کارگردانی می‌کند. در فوریهٔ ۲۰۱۵، اعلام شد که نورمن ریدس، لینا دانم، ژیل للوش و کیوریانکا کیلچر برای این فیلم انتخاب شده‌اند. همچنین اعلام شد که Le Bureau و Pandora تهیه‌کنندگی این فیلم را بر عهده خواهند داشت.
تصویربرداری اصلی در ژانویهٔ ۲۰۱۵ آغاز شد.

### مکان‌های فیلم‌برداری

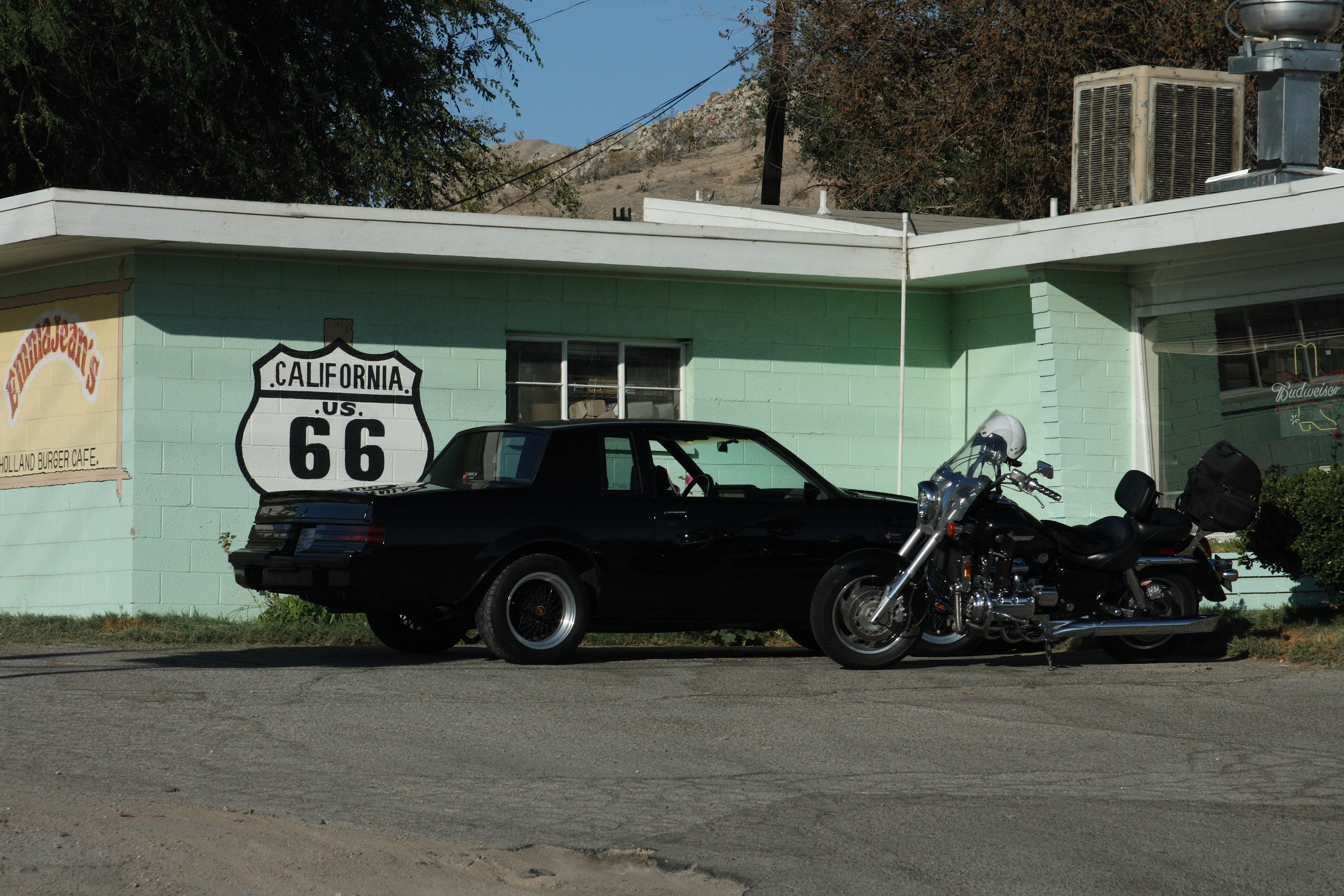
تصویری از یکی از مکان‌های فیلم

مکان‌های فیلمبرداری آسمان شامل بارستو، بمبی بیچ، هنکلی، جاشوا تری، لندر، لنوود، لادلو، نیوبری اسپرینگز و ویکتورویل بود.

## پخش
در فوریهٔ ۲۰۱۵، اعلام شد که Haut et Court فیلم را در فرانسه توزیع خواهد کرد. این فیلم اولین نمایش جهانی خود را در جشنواره بین‌المللی فیلم تورنتو در سال ۲۰۱۵ در ۱۶ سپتامبر ۲۰۵ داشت. اندکی پس از آن، آی‌اف‌سی فیلمز حق پخش فیلم را در ایالات متحده خرید. این فیلم در ۶ آوریل ۲۰۱۶ در فرانسه اکران شد. این فیلم در ایالات متحده به صورت محدود و از طریق ویدئوی درخواستی در ۱۵ آوریل ۲۰۱۶ منتشر شد. نتفلیکس از اول اوت ۲۰۱۶ شروع به پخش آسمان کرد.